# José Dierickx
José Dierickx, connu sous le nom de Joseph Dierickx, né à Bruxelles en 1865 et mort dans cette même ville en 1959, est un peintre belge.

## Caractéristiques de son œuvre
Joseph Dierickx est un peintre de scènes historiques, de scènes de genre, également paysagiste et portraitiste. Il a aussi réalisé de nombreuses peintures murales. Ses œuvres réalistes et exécutées d'après nature sont lumineuses et ses sujets bien disposés dans l'espace.

## Biographie
Joseph Dierickx poursuit ses études artistiques de 1881 à 1886 à l'Académie de Bruxelles où il a comme professeur Jean-François Portaels et Joseph Stallaert. Il y accumule les premiers prix. Il expose à plusieurs salons dont ceux de L'Essor dès 1885. Il reçoit le Prix Godecharle en 1887 avec une toile intitulée La Résurrection de Lazare, ce qui lui permet de se rendre en Italie afin de s'inspirer des grands peintres italiens et exécute au cours de ce voyage à Florence une copie aujourd'hui perdue de Flore, un personnage du Printemps de Botticelli. Il est cofondateur en 1892 du cercle artistique bruxellois Pour l'Art. Il enseigne au collège Saint-Michel et à l'école des arts décoratifs d'Ixelles. En 1966, le centre culturel et artistique d'Uccle lui consacre une rétrospective.
E.M. Noël nous apprend qu'il est également architecte, inventeur et cinéaste, apportant dans tous ces domaines sa passion des choses bien faites et belles.
Il est le frère d'Omer Dierickx, lui aussi peintre.